# Henry Charles Fehr

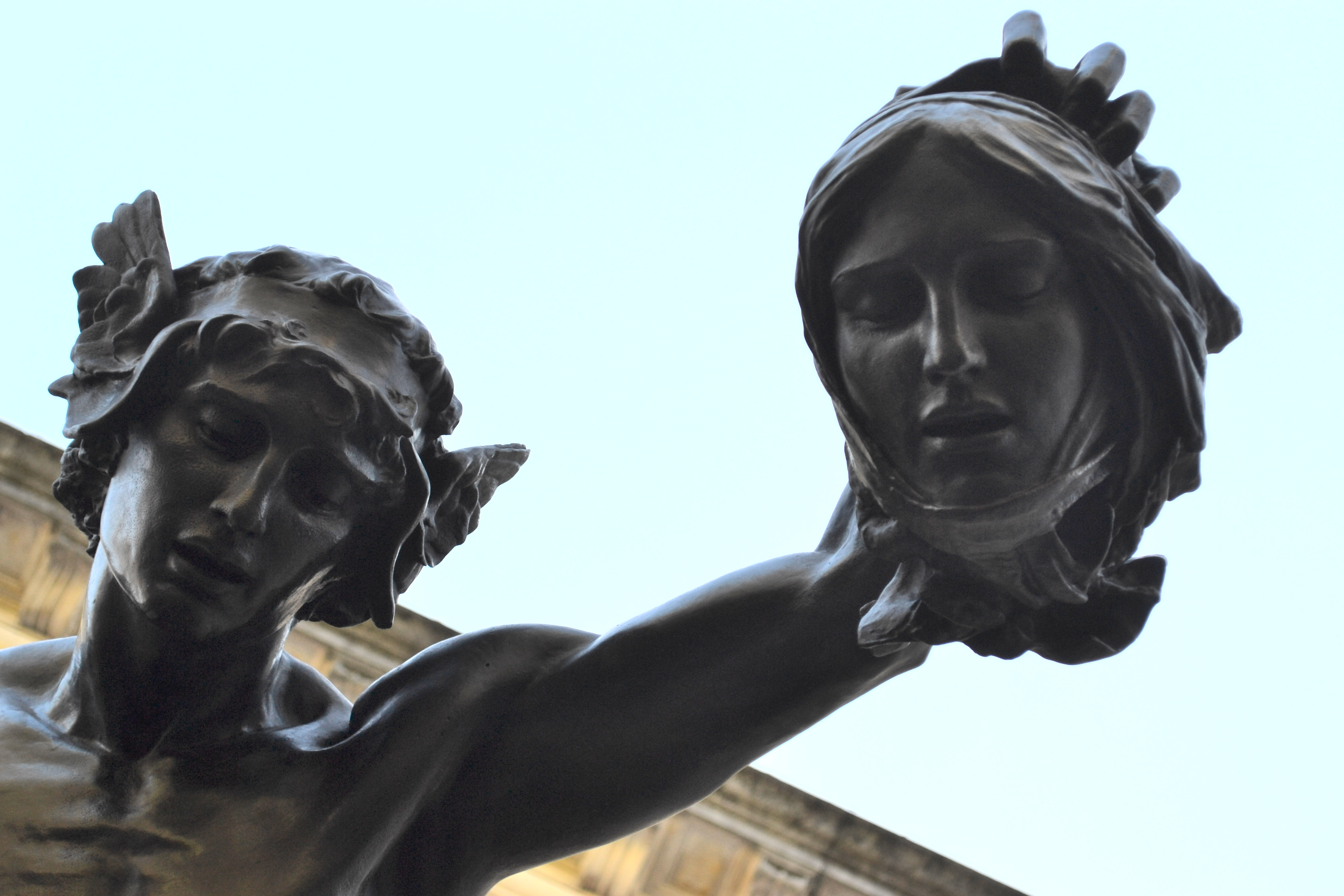
Henry Charles Fehr: The Rescue of Andromeda, 1893 (Detail). Tate Britain

Henry Charles Fehr (* 4. November 1867 in Forest Hill, London; † 13. Mai 1940 in London) war ein britischer Bildhauer und Vertreter der sogenannten New-Sculpture-Bewegung.

## Leben und Werk
Henry Charles Fehr wurde in Forest Hill, London, als Sohn einer Familie schweizerischer Herkunft geboren. Seine Schulausbildung erhielt er an der City of London School. 1885 begann er sein Studium an den Royal Academy Schools, wo er mehrere Auszeichnungen erhielt, darunter das Armitage-Stipendium. Nach Abschluss seines Studiums arbeitete Fehr im Atelier von Thomas Brock, dessen Assistent er um 1893 wurde. In dieser Zeit entstanden mehrere kleinere Skulpturen, die auf positive Resonanz stießen, darunter Morning, Amphitrite und Favourettes. Seinen künstlerischen Durchbruch erlebt Fehr 1893 mit dem Gipsmodell der Skulptur Die Rettung der Andromeda. Der Bronzeguss wurde 1894 für 1.200 Pfund von Lord Leighton und dem Royal Academy Council für die Chantrey-Sammlung erworben. Die Skulptur wurde zunächst in der Tate Gallery aufgestellt, 1911 jedoch vor das Gebäude versetzt, was Fehr als unvorteilhaft kritisierte. Er war 1904 Gründungsmitglied der Royal British Society of Sculptors und wurde später zum Fellow der Gesellschaft ernannt.

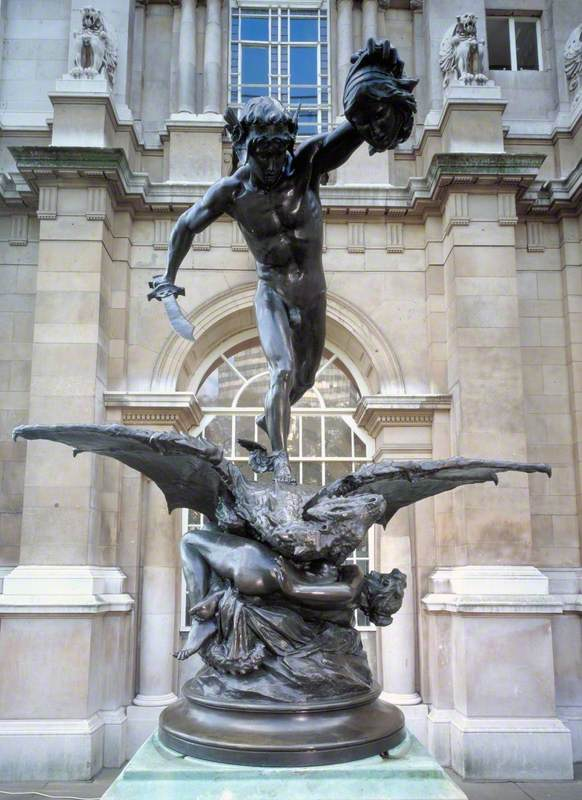
Henry Charles Fehr: The Rescue of Andromeda, 1893. Tate Britain

Henry Charles Fehr arbeitete in seinem Atelier in der Londoner Fulham Road. Er spezialisierte sich auf Porträtbüsten, idealisierte allegorische Akte, Denkmäler und Bauplastik. Seine Werke sind in vielen Städten Großbritanniens zu finden. Seine bekanntesten Werke sind:
- Der walisische Drache auf der Kuppel des Rathauses von Cardiff,
- die vier Windfiguren an den Ecken des Uhrturms desselben Gebäudes,
- Skulpturen und Reliefs an der Middlesex Guildhall (heute Supreme Court) in Westminster,
- das Queen Victoria Memorial in Hull,
- Statuen von John Hampden und Lord Beaconsfield in Aylesbury,
- sowie zahlreiche Kriegsdenkmäler u. a. in Burton-on-Trent, Eastbourne, Colchester, Portsmouth, Langholm, Lockerbie, Lisburn, Keighley und Leeds.
- Zu seinen bedeutendsten Porträtbüsten zählen die von William Morris, John Ruskin, Passmore Edwards und William Ewart Gladstone.

Henry Charles Fehr war einer der produktivsten Bildhauer seiner Zeit und ist heute vor allem für seine Werke im öffentlichen Raum im Vereinigten Königreich bekannt.